# صفصاف أبيض
الصفصاف الأبيض  أو أسبيدار (باللاتينية: Salix alba أو Salicaceae)  هو نوع من الأشجار من جنس الصفصاف من الفصيلة الصفصافية. يزهر خلال فصل الربيع.

## البيئة والانتشار
موطنه الأصلي أوروبا وغرب ووسط آسيا. وينتشر اليوم في أوروبا وغرب ووسط آسيا  وبالشمال الغربي للقارة الإفريقية..

## معرض الصور

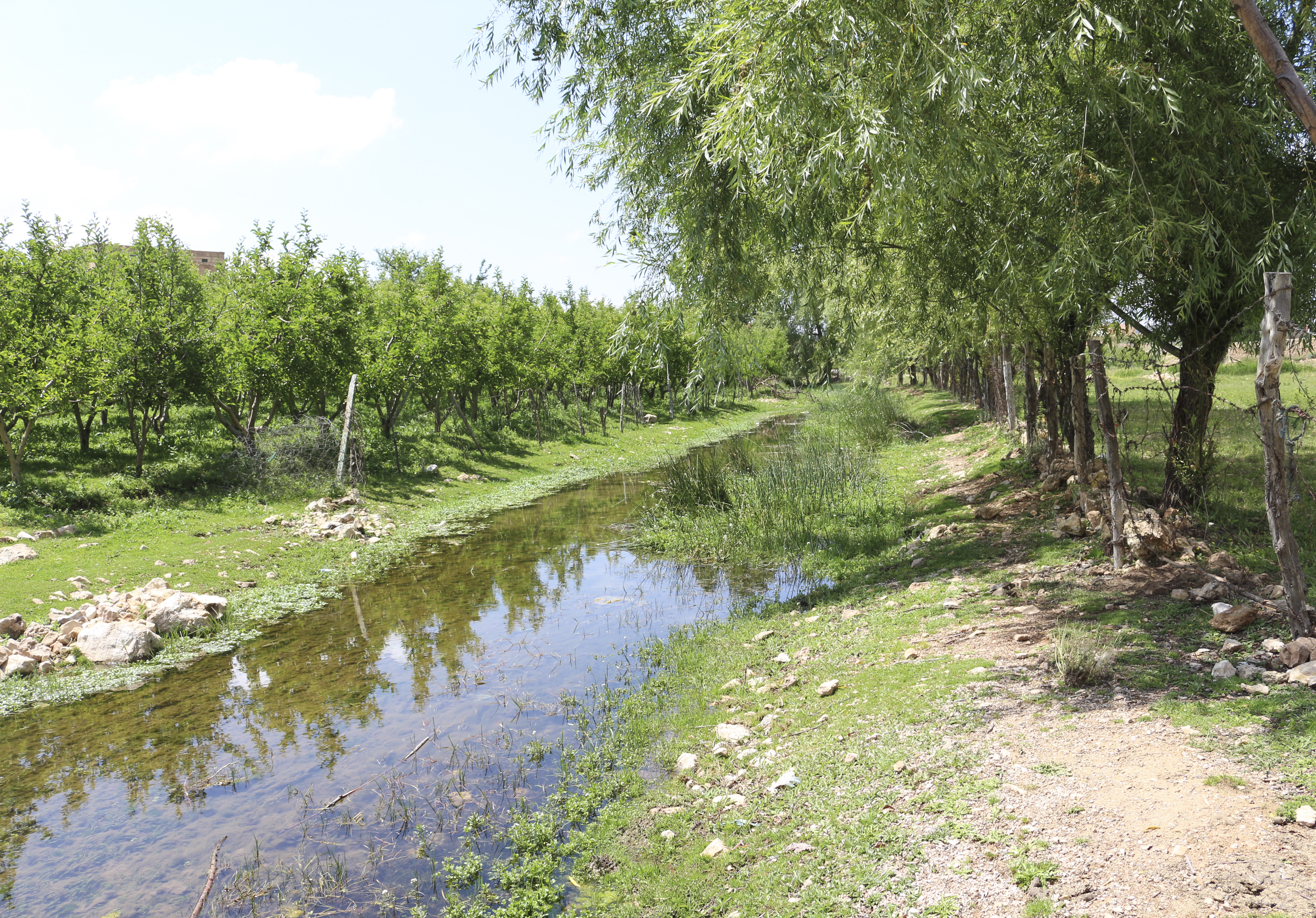
الصفصاف الأبيض على ضفاف واد سيدي ميمون بالأطلس المتوسط.
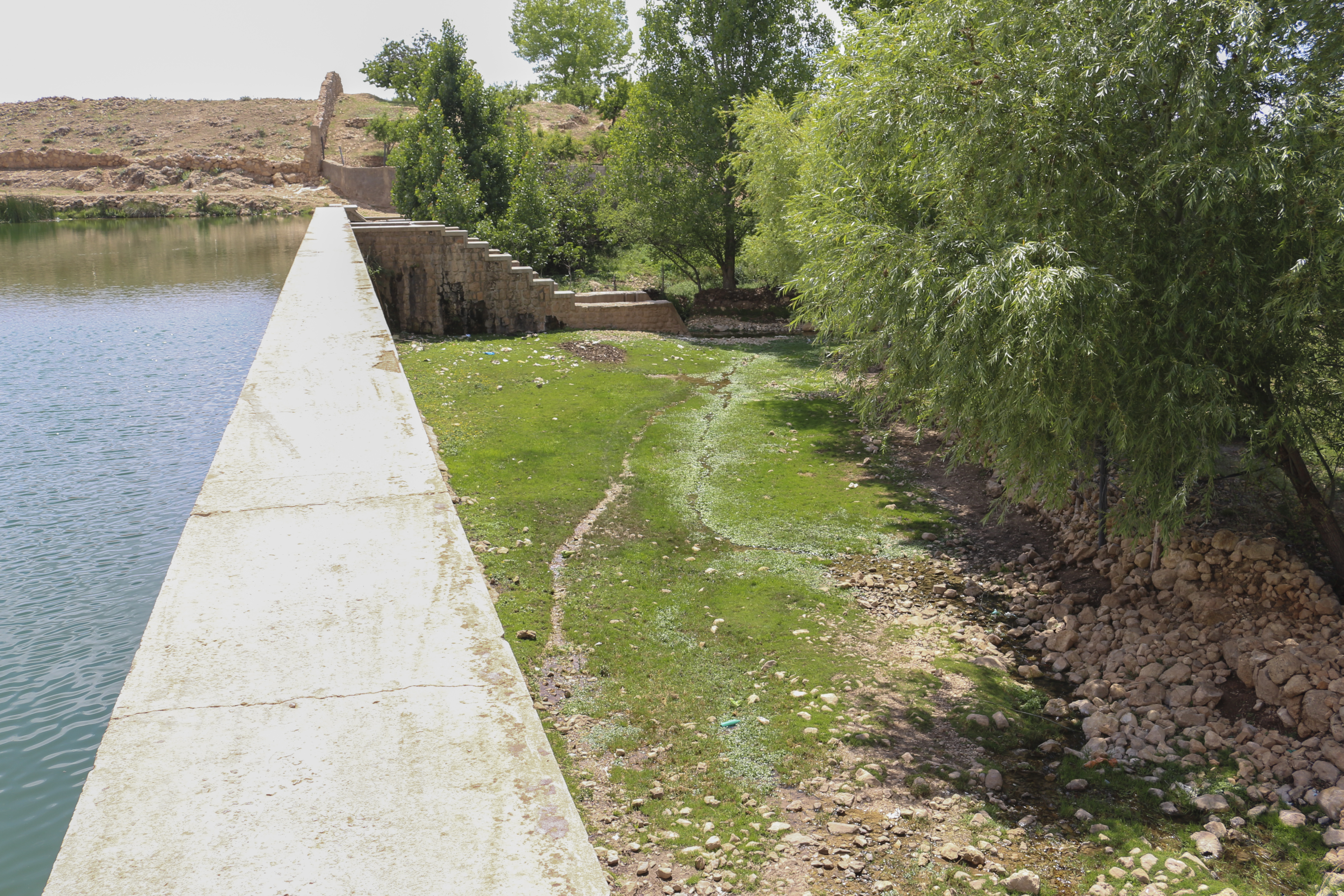
صفصاف أبيض على ضفاف بحيرة الأميرة بالأطلس المتوسط